# آرونا کونه
آرونا کونه (فرانسوی: Arouna Koné‎؛ زادهٔ ۱۱ نوامبر ۱۹۸۳) یک بازیکن فوتبال اهل ساحل عاج است.
وی در تیم ملی فوتبال ساحل عاج بازی کرده‌است.